# Argyrophylax fumipennis
Argyrophylax fumipennis är en tvåvingeart som först beskrevs av Townsend 1926.  Argyrophylax fumipennis ingår i släktet Argyrophylax och familjen parasitflugor. Inga underarter finns listade i Catalogue of Life.